# Dürrhennersdorf
Dürrhennersdorf (alt sòrab: Suche Hendrichecy) és un municipi alemany que pertany a l'estat de Saxònia.

## Evolució demogràfica
| Any  | Població |
| 1834 | 870      |
| 1871 | 1.100    |
| 1890 | 969      |
| 1910 | 978      |
| 1925 | 1.311    |
| 1939 | 1.321    |
| 1946 | 1.609    |
| 1950 | 1.724    |
| 1964 | 1.523    |
| 1990 | 1.203    |
| 2000 | 1.272    |
| 2007 | 1.163    |